# Hermannus Aquilomontanus
Hermannus Aquilomontanus (* 1488 oder 1489; † vor dem 26. Februar 1548) war ein reformierter Geistlicher und Theologe. In der älteren Literatur wird er fälschlich auch als Hermann von Ronsen bezeichnet. Durch seine Briefe und seine Abendmahlsordnung hatte er großen Einfluss auf den reformierten Gottesdienst.
Sein Leben ist vor allem aus lateinischen Briefen bekannt, die er zwischen 1539 und 1546 an seinen Freund Heinrich Bullinger in Zürich geschickt hat. Über seine Kindheit, Eltern und Ausbildung ist nichts bekannt. Aquilomontanus kam kurz nach Einführung der Reformation nach Ostfriesland, wo er 1531 Pastor in der St.-Nikolaus-Kirche in Borssum wurde. Sein Mäzen war Hero von Oldersum der ihn Ostern 1542 nach Oldersum holte. In einem Brief von 1544 schrieb er von drei Söhnen.
Aquilomontanus war ein reformierter Kontroverstheologe. Er schrieb gegen Lutheraner und gegen die Täufer. Unter seiner Ägide wurden die Bilder und Altäre aus der Kirche in Borssum entfernt. Wann er gestorben ist, ist unklar. Nachricht gibt nur ein Brief des Emder Bürgers und Kirchenältesten Gerhard (Gheert) tom Camp († 1559) an den Züricher Theologen Konrad Pellikan vom 26. Februar 1548, wo er vom Tod des Aquilomontanus berichtet.